# SuperTuxKart

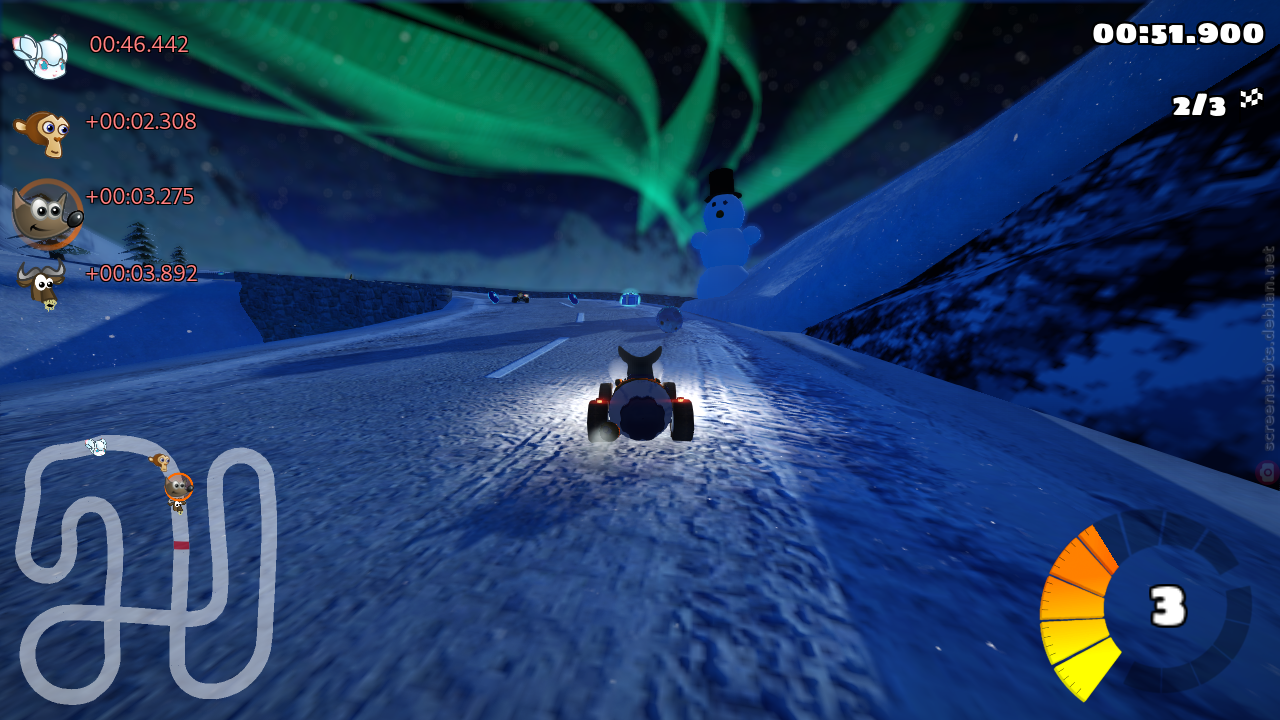
SuperTuxKart-Szene

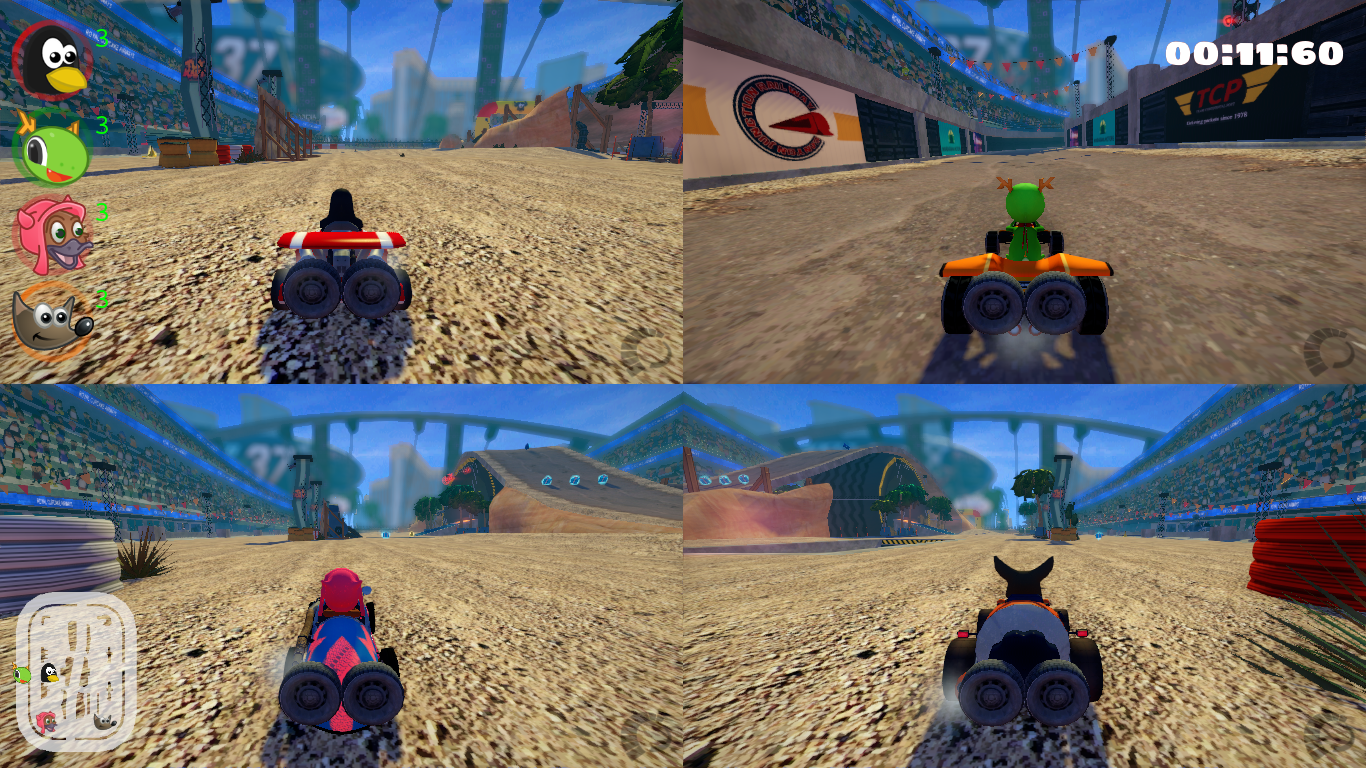
Screenshot von SuperTuxKart im 4-Spieler-Splitscreen-Modus

SuperTuxKart, abgekürzt STK, ist ein freies Arcade-Rennspiel ähnlich Mario Kart. Es läuft auf Linux, macOS, Windows und anderen Betriebssystemen. Bis zur Veröffentlichung von Version 1.0 im April 2019 waren die Hauptentwickler Joerg Henrichs und Marianne Gagnon. Entwickelt wird SuperTuxKart in der Programmiersprache C++. Das Spiel erhält regelmäßige Aktualisierungen mit neuen Funktionen.

## Spielprinzip
Das Ziel des Spiels ist es, Rennen gegen bis zu vier menschliche Mitspieler im Split-Screen-Modus (per Netzwerk auch mehr Mitspieler) oder gegen bis zu 19 computergesteuerte Gegner zu gewinnen. Die Spieler können eine Vielzahl von Power-ups in Form von Geschenkpaketen aufsammeln, um sich Vorteile zu verschaffen, und müssen Hindernissen ausweichen. Die Mehrheit der Spielcharaktere stellen Maskottchen aus dem Ökosystem der freien Software dar, z. B. Tux (Linux-Kernel), Wilber (GIMP), Konqi (KDE) oder Suzanne (Blender). Neben Grand-Prix-Rennen und dem Mehrspielermodus bietet SuperTuxKart verschiedene Spielmodi. So existiert neben dem regulären Spielmodus auch ein Zeitrennen-Modus, in dem auf Items verzichtet wurde, sodass es nur auf die fahrerischen Talente ankommt. In dem Spielmodus „Folge dem Spitzenreiter“ wird ein Fahrer willkürlich als Spitzenreiter bestimmt (mit Ausnahme des Fahrers des Spielers), alle anderen fahren ihm hinterher. Nach einer gewissen Zeit scheidet der letzte Fahrer der Reihe aus oder der Fahrer, der vor dem Leader gefahren ist. Danach reaktiviert sich ein neuer Countdown. Im Mehrspielermodus existieren außerdem noch mehrere verschiedene Kampf-Modi, in denen sich die teilnehmenden Fahrer gegenseitig zerstören müssen, ein Capture-the-Flag-Modus, in dem Spieler die Flagge des gegnerischen Teams erobern müssen sowie ein Fußballmodus, in dem zwei Teams einen Riesenfußball ins gegnerische Tor befördern müssen.

## Geschichte
SuperTuxKart entstand 2004 als Versuch, das unvollendete Spiel TuxKart fertigzustellen. Dieser Versuch scheiterte aber wegen Streitigkeiten zwischen den Entwicklern, weshalb das Spiel bis 2006 vorerst nicht weiterentwickelt wurde. In diesem Jahr übernahm Joerg Henrichs die Entwicklung und veröffentlichte im September 2006 eine erste Version. STK benutzt heute die Irrlicht-Engine für die Grafik- und OpenAL für die Tonausgabe. Ab Version 0.7.2 ist es möglich, über einen im Spiel integrierten Add-on-Manager neue Rennstrecken und Charaktere herunterzuladen. 2013 und 2014 nahm das Projekt mit vier bzw. fünf Teilnehmern am Google Summer of Code teil. Am 17. Januar 2014 wurde die Migration des Quellcodes zu GitHub öffentlich abgeschlossen. Am 5. Mai 2014 wurde bekannt gegeben, dass es in der nächsten Version des Spiels eine neue Spiel-Engine mit einer überarbeiteten, moderneren Grafik geben soll. Am 21. April 2015 wurde Version 0.9 veröffentlicht. Die auffälligste Neuerung ist die überarbeitete und moderner wirkende Grafik. Hierzu wurde zu der Grafik-Engine Antarctica gewechselt, welche allerdings ebenfalls auf der in früheren Versionen verwendeten Irrlicht-Engine basiert. Daneben wurden Vorimplementierungen für Online-Funktionen eingebaut, welche aber noch nicht den finalen Umfang erreicht haben. Zudem wurde die Abwärtskompatibilität mit älteren Add-ons aufgegeben. Am 21. Oktober 2015 erschien mit Version 0.9.1 eine Aktualisierung mit zahlreichen Fehlerkorrekturen und kleineren Verbesserungen. Die am 20. April 2019 veröffentlichte Version 1.0 enthält nun auch einen Mehrspielermodus für Partien über das Internet und lokale Netzwerke.

## Rezeption
Laut Chip.de vom 11. November 2012 mache das Spiel „jede Menge Spaß.“ Netzwelt äußert sich 2013 ebenfalls positiv: „Das Spiel ‚SuperTuxKart‘ ist eine Hommage an den Rennklassiker von Nintendo und bereitet am PC mindestens genauso viel Freude wie das Konsolenspiel.“ PC-Welt lobte 2010 den „rasanten Spielspaß“. Auch GameRating meint 2020, dass es „sehr viel Spaß machen kann.“ Das Spiel begeistere vor allem im Mehrspielermodus. Daniel Tibi von LinuxUser lobte die originellen Ideen und die teils taktischen Spielmodi. Spieletipps hob hervor, dass man nicht an eine Nintendo-Konsole gebunden sei und die Systemanforderungen sehr niedrig ausfallen. Die Kampagne erinnere an die Crash Team Racing Reihe.